# Hesperis cinerea
Hesperis cinerea är en korsblommig växtart som beskrevs av Jean Louis Marie Poiret. Hesperis cinerea ingår i släktet hesperisar, och familjen korsblommiga växter. Inga underarter finns listade i Catalogue of Life.